# Menehune

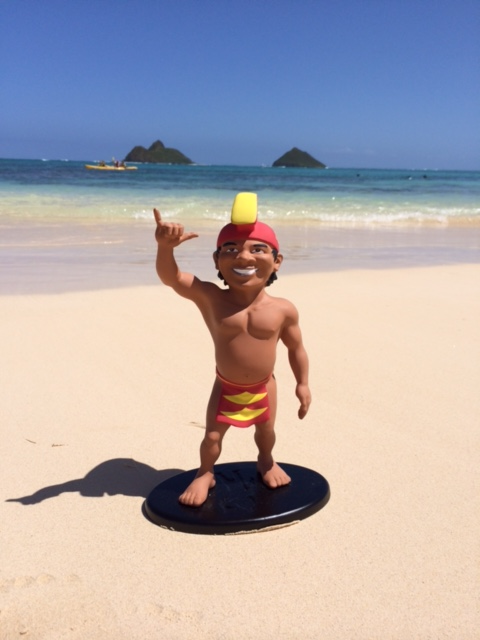
Soška Menehune

Menehune je označení bytostí popisovaných v legendách původních obyvatel Havajských ostrovů. Jsou líčeni jako malí lidé, vysocí necelý metr, s groteskně zdeformovanými rudými obličeji. Žijí v odlehlých hustě zalesněných oblastech a vycházejí z úkrytů pouze v noci, živí se rybami a lesními plody (banány, pandány, borůvky 'ohelo, kořeny dračinky). Nedovedou sice rozdělávat oheň, ale jsou považováni za zručné řemeslníky a stavitele, jejich údajným dílem je megalitická hráz Menehune Fishpond na ostrově Kauai nebo terasy na neobydleném Neckerově ostrově. Hlavním nepřítelem Menehune je soví bůh Paupueo.
Existují spory o to, zda jsou Menuhune pouhým výtvorem fantazie nebo zda je vyprávění o nich vzpomínkou na původní protopolynéské obyvatele ostrovů, podrobené a asimilované pozdější osidlovací vlnou moderních Havajců (Alii). Argumentem pro tuto teorii je podobnost s tahitským označením nejnižší společenské vrstvy jako manahune i výsledky sčítání lidu z roku 1820, podle něhož tehdy žilo na ostrově Kauai šedesát pět Menehune.
Poslední příslušníci se odstěhovali na ostrov Nihoa, kde po nich zůstaly kamenné terasy. Ostrov je nyní neobývaný.
Figurky Menehune patří k populárním suvenýrům pro návštěvníky Havaje, jako reklamu pro lety na Havaj je využívala také společnost United Airlines.